# Arab Xah Khan
Arab Xah Khan fou cap dels xibànides i kan de l'Horda d'Or on va governar vers 1377-1378.
D'aquest kan no se'n sap gaire cosa; s'assenyala que era el fill de Pulad Khan i, per tant, també de la línia xibànida de Turan, sent segurament el darrer representant d'aquesta línia que va governar a l'Horda d'Or. Quan Pulad Khan fou assassinat per Aziz Xaikh vers 1377, va deixar dos fills, Ibrahim Oghlan i Arabxah o Arab Xah. La família hauria buscat la manera de venjar al Pulad i hauria ajudat a pujar al tron almenys a Ilban Khan (1373-1375) i a Khaghan Khan (1375-1377) i probablement també a Tülüngbeg (1371-1373) el primer que hauria eliminat la branca d'Aziz Shaykh (representada pel seu germà Hasan beg Khan 167-1371). Per alguna raó els xibànides van haver d'anar vers el 1375 a l'Horda d'Or i llavors apareix com a kan a Nova Sarai Arab Shah Khan o Arabshah, que va arribar amb una força important des de la zona de la mar d'Aral i va agafar el poder per un temps. Demetri de Súzdal va informar d'aquestes notícies al seu gendre Demetri de Moscou que hi va enviar un exèrcit que es va unir al de Súzdal formant una força considerable; foren sorpresos pels tàtars (guiats pels morduins) mentre descansaven i bevien hidromel i cervesa, i jeien sense armes al sol. Arabshah era baix d'estatura però molt enèrgic i va atacar els russos per cinc costats i tan impetuosament que va provocar el pànic i els va fer fugir en desbandada cap al riu Piana, en mig d'una gran carnisseria. El príncep Simeó va morir i Ivan, fill de Demetri de Súzdal, es va ofegar al riu. El nom del riu (Piana) vol dir "Riu dels Borratxos" (origen del proverbi rus "anar borratxo a la vora del Piana"); després d'això els tàtars es van presentar a Nijni Nóvgorod que fou cremada. Demetri de Súzdal va fugir a la seva capital, Súzdal, i molts habitants van embarcar en vaixells pel Volga; els tàtars van entrar llavors a Riazan i tots i cadascun dels pobles a la vora del riu Sura foren cremants. Arab Shah es va retirar després i al marxar els morduins van assaltar i saquejar allò que els tàtars havien deixat. Els morduins foren interceptats en retirar-se pel príncep Borís Constantínvitx de Gorodetz, que en va fer una matança i els seus cossos van omplir el Piana com abans ho havien fet els cossos russos; Boris llavors va assolar el país dels morduins (Mordòvia) cremant les cases, matant a la gent i empresonant a dones i criatures; molts dels seus caps foren portats a Nijni Novgorod i morts de la manera més cruel. Aquestos fets contra els morduins, que depenien de Mamai, van provocar la guerra d'aquest amb els russos.
Entre el 1375 i el 1377 hauria lluitat contra Khaghan Khan al que hauria eliminat i vers el 1377 i 1378 Arabshah devia governar a Nova Sarai amb títol de kan. Però després es va retirar cap a les seves terres ancestrals i Mamai que ja dominava una part de l'Horda va reunir tot el poder.
Arab Xah és l'ancestre de la primera dinastia de kans de Khivà, que de la seva persona va portar el nom d'arabxàhides.